# Методи Апостолов
Методи Тодоров Апостолов е деец на Българската комунистическа партия.

## Биография
Методи Апостолов е роден в 1903 година в южномакедонския град Воден. Емигрира в България и от 1920 до 1928 година работи в Бургас. В 1920 година става член на Българския комунистически младежки съюз, а в 1927 година - на БКП. От 1928 до 1931 година работи в Пловдив, а после се мести в София. Редактор е на вестник „Строителен работник“ в 1931 година. В годините на Втората световна война осигурява нелегална квартира на криещи се дейци на БКП като Трайчо Костов, Антон Иванов и други (1940 – 1942).
След Деветосептемврийския преврат работи в Централния комитет на Профсъюза на строителните работници. Отговорен секретар е на вестник „Труд“. Оставя спомени.